# Шефилдски университет
Шефилдският университет е държавен изследователски университет в Шефилд, Англия. Университетът води началото си от 1828 г. с основаването на Шефилдското медицинско училище.